# Дідубе (станція метро)
41°44′59″ пн. ш. 44°46′48″ сх. д. / 41.74972° пн. ш. 44.78000° сх. д.
«Дідубе»(груз. დიდუბე) — станція Ахметелі-Варкетільської лінії Тбіліського метрополітену, між станціями «Гоцирідзе» і «Грмагеле». Була відкрита 11 січня 1966 року. На станції є пересадка на залізничну платформу Дідубе. До 16 листопада 1985 була кінцевою.
Носить назву міського району Тбілісі Дідубе.